# 변사
변사(辯士)는 한국(1899~1940)과 일본(1896~1939)의 무성영화 시기에는 전설(前說)이라고 하여 영화 상영이 있기 전 영화 상영의 전체 내용을 간략하게 요약해 주고, 영화 상영이 시작되면 악사가 연주하는 음악에 맞추어 등장인물의 목소리를 흉내내거나 영화의 내용을 설명해주고, 대포소리와 같은 효과적인 의성어를 들려줌으로써 청중의 영화 이해와 감상을 돕는 무성영화의 해설자이다. 공식명칭은 '활동사진 해설가', '화면 해설가' 또는 '달변가'이며 '변인(辯人)' 이라고도 한다.

## 특징
변사는 무성영화 시기에 한국과 일본에서 찾아볼 수 있는 독특한 문화이다. 물론 영화가 상영되는 과정에서 육성으로 해설을 담당하는 무성영화의 나레이터(Narrator)는 초기 영화시기에 세계의 거의 모든 지역 영화에서도 공통적으로 등장했던 보편적인 인물이었다. 그러나 동아시아의 변사와 서구 무성영화의 나레이터는 분명한 차이를 보인다.
나레이터가 초기 영화의 짧은 시기(1908~1912)에 한정되어 있었던 것에 비해, 동아시아의 변사, 특히 일본과 한국에 영화가 도입된 직후부터 1930년대 후반까지 무성영화 시기 전반에 걸쳐 존속하였을 뿐만 아니라, 두 나라만의 독특한 영화미학과 영화산업, 문화를 구축하였다.

## 성우와의 유사 및 차이
일각에서는 이와 비슷한 성우를 두고 변사와 다소 비슷하다는 일설이 있는데 형식적으로 보면 둘 다 사람의 육성으로 내는 직업이라는 점에서는 유사한 편이다. 다만, 성우는 방송국 및 녹음실 음향시설에 있는 녹음장비를 통해서 작중 대사를 전달하는 역할을 하는 것이며 변사는 별도의 녹음시설이나 장비도 없이 극장에서 변사 본인이 직접 대사를 즉석에서 읊거나 연기 몸짓을 보여주는 역할을 하기 때문에 다소 차이가 있다.

## 평가
한국 영화사에서 변사에 대한 연구는 무성영화의 해설자적인 역할과 그 의의에 주로 집중되었다. 조희문의 경우 우리나라와 일본의 변사를 일본의 전통극인 분라쿠와 가부키의 해설자 다이유와 유사한 위치에 놓고, 당시 상영되었던 영화의 대부분을 차지했던 외국영화의 내용과 자막을 이해할 수 없는 절대 다수의 관객들에게 설명해주었던 전문적인 직업인으로 보았다. 즉, 변사는 올바른 영화 감상 또는 영화 감상의 완성을 위한 필수적인 존재였으며, 나아가 영화의 한 부분으로 인식되었다고 평가한다.
반면, 김수남의 경우 무성영화 《아리랑》과 《검사와 여선생》의 대본 및 변사의 해설을 비교 고찰함으로써 변사의 자의적 해설이나 해석이 영상예술인 영화의 미학적 발전에 미친 악영향을 강조하였다. 궁극적으로 변사를 영화 외적인 불필요한 요소로 보았다.
한편 최근 주창규의 경우, 식민지근대라는 역사적 맥락에서 변사가 당시의 문화적 아이콘으로서 지니고 있었던 역할과 의의를 재조명하였다. 이를 통해 변사를 '영화 대 해설자'라는 기존의 이분법적인 주종관계에서 탈피, 영화를 매개로 활동했던 근대적 문화 생산자로 재평가한다.

## 관련 인물
- 신출(1928년 ~ 2015년 2월 24일)
- 최영준(1954년 ~ )

## 참조
1. ↑  주창규,「버나큘러 모더니즘의 스타로서 무성영화 변사의 변형에 대한 연구」,『영화연구』32호 p.258,2007
2. ↑  조희문,「무성영화의 해설자 변사 연구」,『영화연구』13호,1997
3. ↑  김수남,「조선무성영화 변사의 기능적 고찰과 미학 연구」,『영화연구』24호,2004
4. ↑  우수진,「무성영화 변사의 공연성과 대중연예의 형성」,『한국극예술연구』제28집,2008